# Aplit

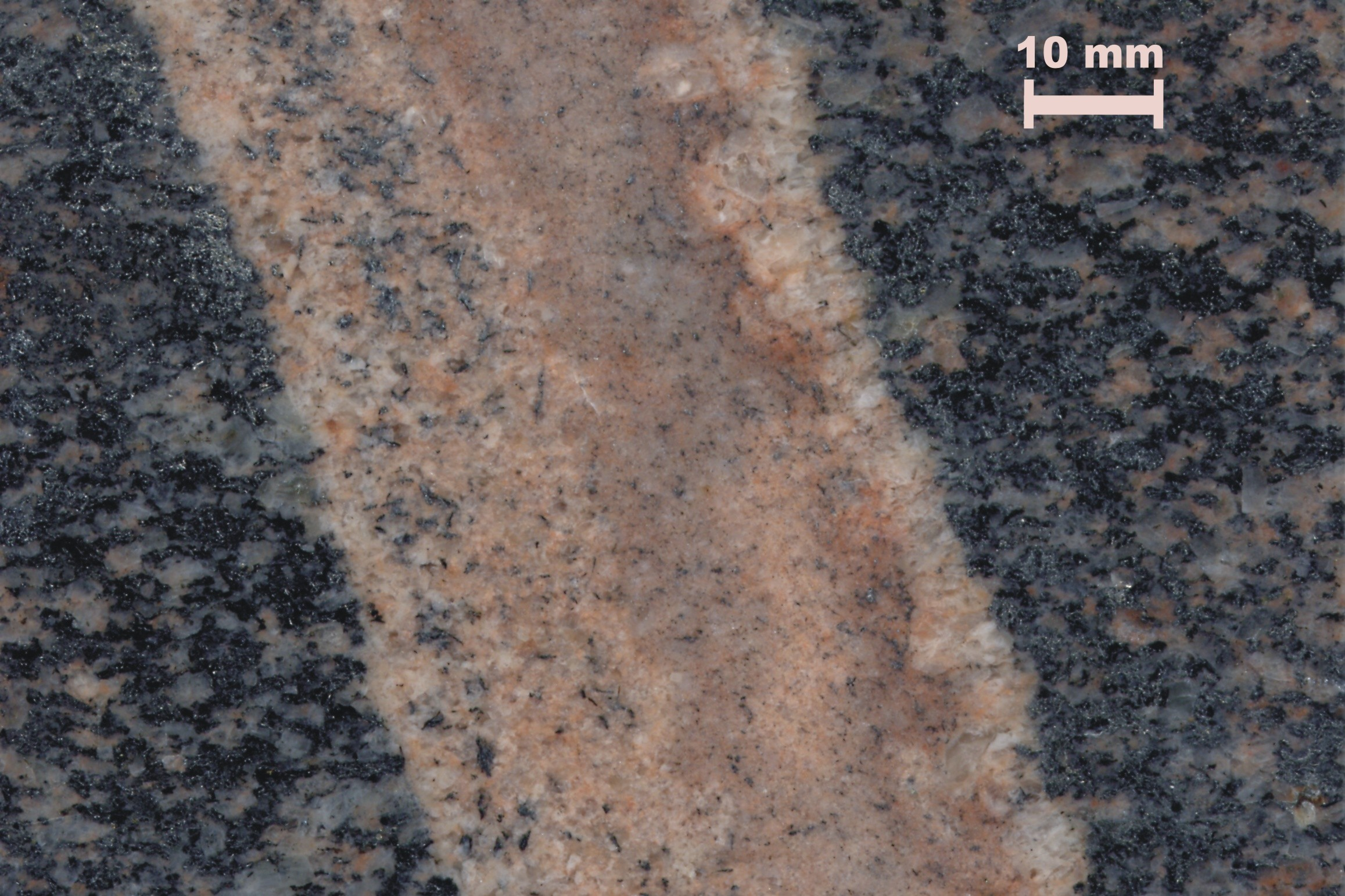
Žíla aplitu v granodioritu Železných hor

Aplit je souborný název pro světlé, na minerály bohaté, jemnozrnné žilné horniny spojené s plutonity nebo metasomaticky změněnými horninami. Jsou obvykle vázané na granity a mají podobné složení. Vyznačují se velmi nízkým obsahem mafitů (méně než 5 procent).

## Etymologie

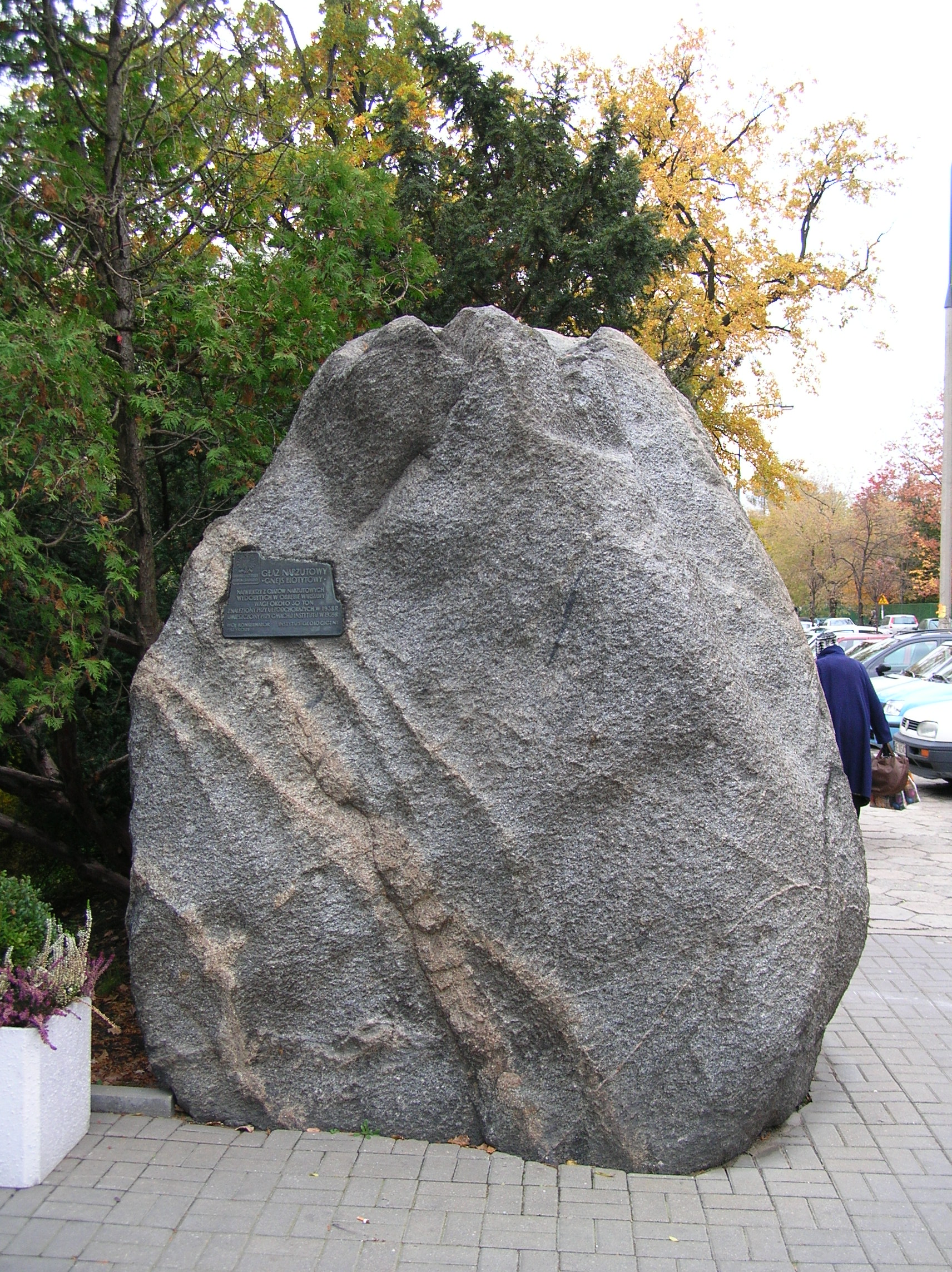
Žíly aplitu v žulovém balvanu z ledové doby. (Polský geologický institut, Varšava).

Termín aplit je odvozen z řeckého ἀπλος (haplos), což znamená jednoduchý. Do vědecké literatury jej kolem roku 1800 poprvé uvedl A.J. Retz a později (1823) Karl Cäsar von Leonhard, pravděpodobně na základě relativně jednoduché mineralogické struktury této horniny.
Předpona aplo- se používá k označení světlých, mineralogicky jednoduchých hornin, které jsou ochuzeny o feromagnetické minerály. Příklady jsou aplodiorit a aplogranit. Termín aplosyenit, který zavedl Walter Ehrenreich Tröger v roce 1935 ve své speciální petrografii vyvřelých hornin (Spezielle Petrographie der Eruptivgesteine), se již nepoužívá.

## Výskyt
Vzhledem k jejich asociaci (společenství) s granitoidy a příležitostně i s bazickými vyvřelinami jako je např. gabro, se aplity vyskytují celosvětově (kristalinikum, orogeny, batolity, intruzivní  horniny).
Granitické aplity jsou hojně rozšířeny v krystaliniku Českého masivu zejména v granitoidních masivech a jejich blízkém okolí (středočeský pluton, moldanubický pluton, brněnský a dyjský masiv), vyskytují se v moldanubiku, moraviku i dalších oblastech.

## Popis

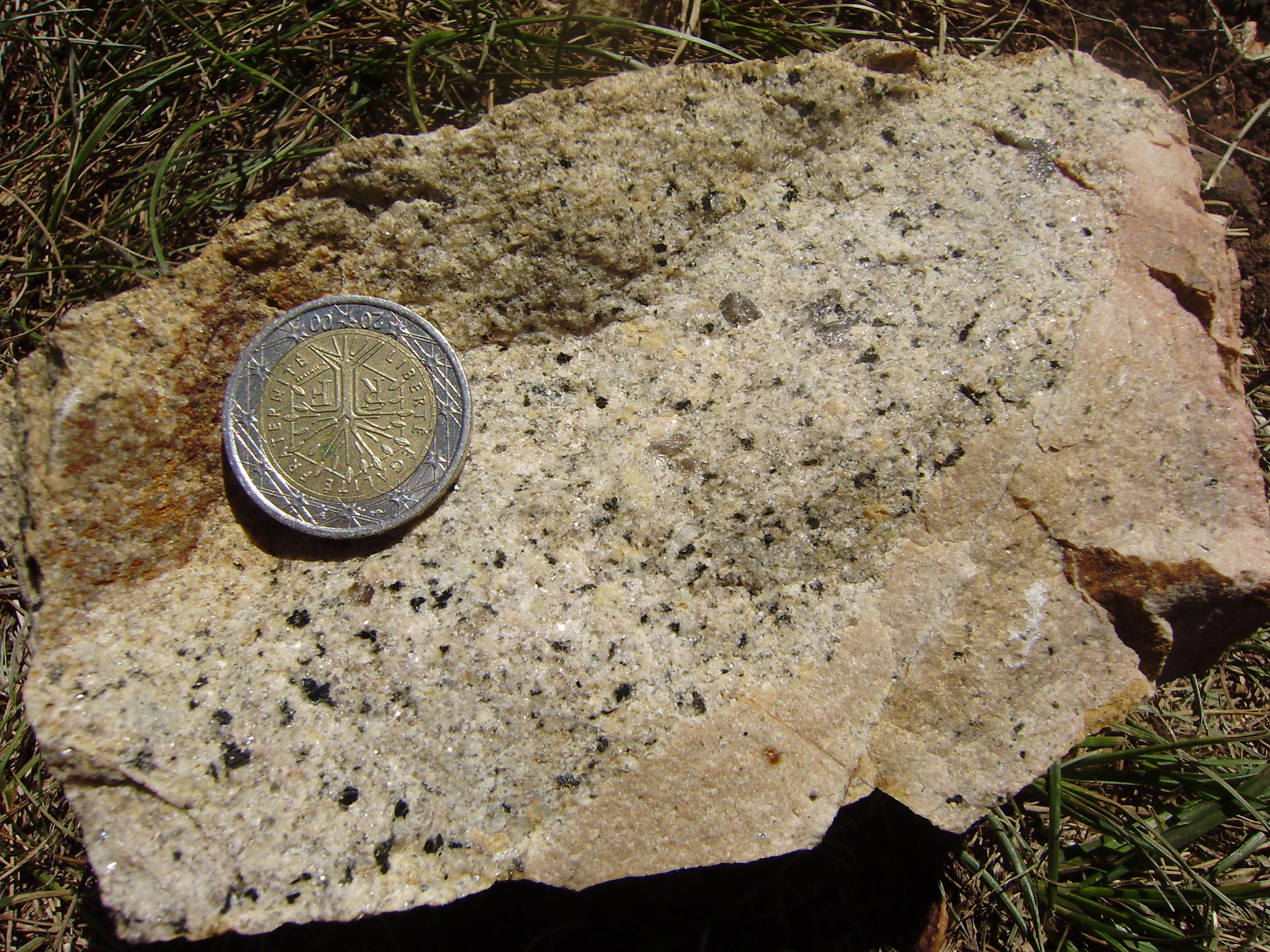
Do růžova zbarvená, velmi jemnozrnná žíla aplitu (vpravo dole) v granodioritovém masivu Piégut-Pluviers v centrálním masivu jižní Francie.

Aplity jsou velmi světlé, husté, jemnozrnné až velmi jemnozrnné žilné horniny. Jejich barva se může lišit od bílé přes světle šedou až po růžovou. Jejich struktura je obvykle velmi jednotná a neporfyrová. Velikost zrna se pohybuje v řádu submilimetrů a k identifikaci minerálů je proto zapotřebí lupa. Vzhledem k malým a velmi jednotným velikostem zrn lze u magmatických aplitů předpokládat velmi rychlou a současnou krystalizaci. Krystalové formy jsou převážně hypidiomorfní, struktura je mozaikovitá. Síla žil aplitů je obvykle v rozmezí centimetrů, vzácněji v rozmezí decimetrů, příležitostně v rozmezí metrů. Velmi vzácně mohou také tvořit menší žilky nebo nepravidelné shluky uvnitř nebo na okrajích plutonů. Aplitické okrajové zóny se často nacházejí na pegmatitech.

## Chemické složení

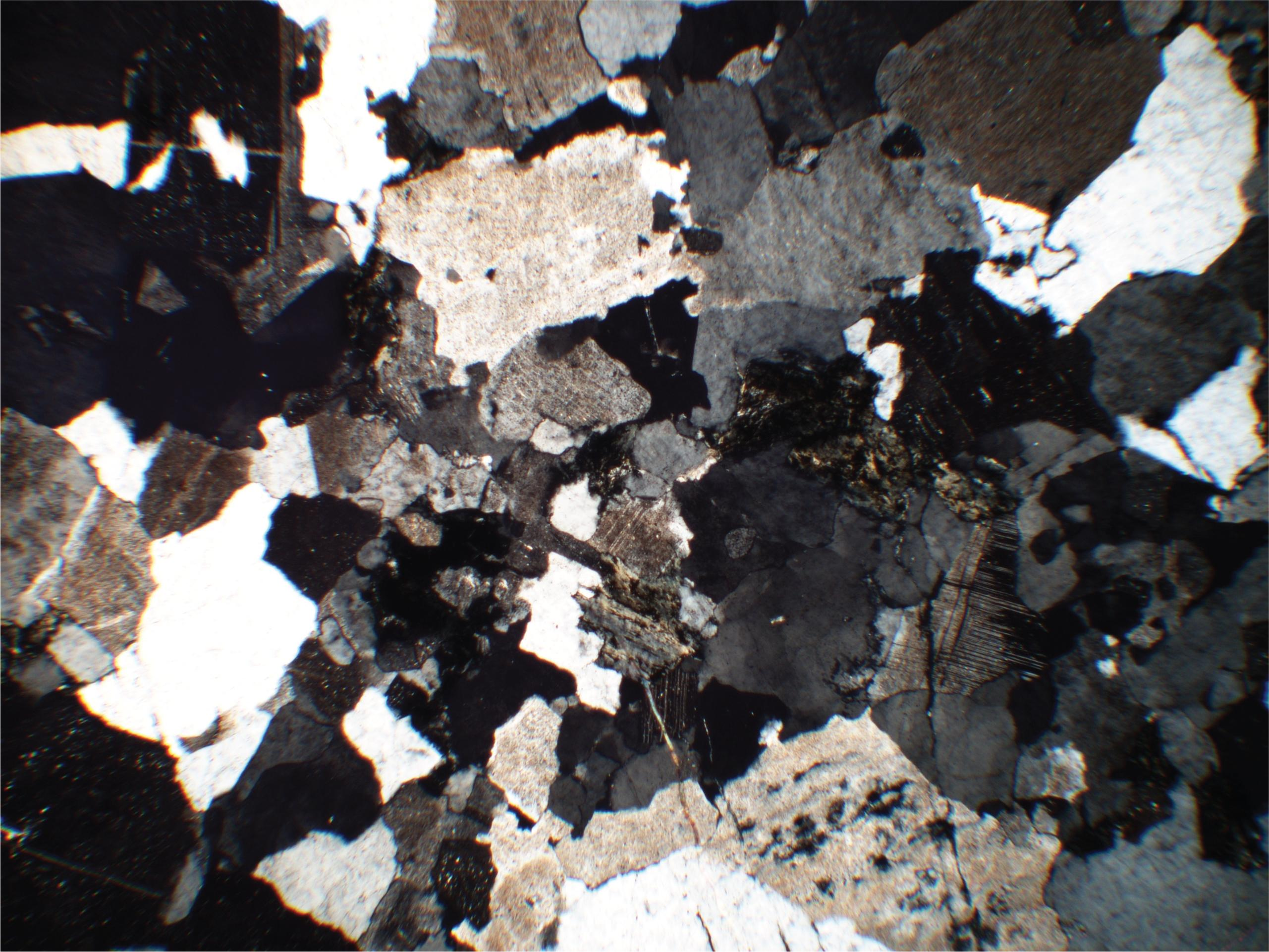
Granodioritová aplitová žíla v tenkém výbrusu, zvětšení 1:50. Obsahuje chloritizovaný biotit, křemen (s vývojem podzrnka), mikroklin a plagioklas. Plagioklas je zbarven do červena nejjemnějším hematitem (Fe–metasomatóza).

Aplity jsou tvořeny převážně křemenem, alkalickým živcem (obvykle ortoklasem nebo mikropertitem) a plagioklasem. Jsou velmi ochuzeny o mafické minerály (obvykle se jedná o biotit), přičemž jejich barevné číslo je obvykle nižší než 5 (hololeukokratní), ale v kombinaci se zásaditějšími intruzivy může vzrůst až na 10. Jejich chemismus je často velmi podobný složení jemnozrnné základní hmotě porfyrických matečních hornin. Překvapivě jde o eutektické složení granitoidů. Jejich alkalické živce mohou mít občas také porfyrické sklony, ale křemen téměř nikdy. To podtrhuje jejich příbuzenství s granofyry (plutonity), křemennými porfyry a felsity. Aplity spojené s diority a křemennými diority mají obvykle mírně odlišné složení, takže obsahují především plagioklas (oligoklas) a také muskovit, apatit a zirkon. Syenitové aplity vykazují především alkalické živce, které lze ve vzácných eleolitických syenitech spojovat i s nefelinem (aplity obsahující nefelin byly dříve označovány také jako aploidy). Pokud se obsah křemene výrazně zvýší, aplity přecházejí pomocí velmi bohatých modifikací, jako je beresit, do křemenných žil.
Biotit a další feromagnetické (obsahující Fe–Mg) minerály se vyskytují jen zřídka nebo téměř vůbec.
Kromě pneumatolytických minerálů, jako je topas a fluorit, se někdy mohou vyskytovat i turmalíny.
Aplity často vykazují zvýšené koncentrace prvků beryllium a lithium.

## Vznik
Aplity mohou vznikat dvěma odlišnými procesy:
- magmaticky
- metasomaticky

### Magmatický vznik
Aplit představuje roztavenou výplň puklin nebo puklinových systémů v plutonických horninových tělesech, která vniká do puklin jako zbytková eutektická tavenina v magmatickém stavu a to v pozdní fázi vzniku příslušných plutonů. Malá velikost zrn aplitů naznačuje rychlé ochlazení zbytkové taveniny.

### Metasomatický vznik
Aplit vznikal in situ pomocí chemických reakcí (metasomatická diferenciace) v pevném stavu, bez posunů hostitelské horniny. Chemická výměna látek je obvykle účinná pouze v rozmezí centimetrů až decimetrů. Po ochlazení z horkých roztoků vykrystalizují minerály živec a křemen, které vytvoří v tmavé hornině (označované jako paleosom) světlé proužky (leukosom). Tmavé pruhy s relikty minerálů původní horniny tvoří tzv. melanosom. Hostitelská hornina (paleosom) je obvykle ochuzena o světle zbarvené složky, jako je živec (ve výsledku se stává melanosomem), které se pak hromadí v leukozomu, aplitu. Metasomatické aplity jsou většinou obohaceny o křemen, ve srovnání s jejich mateční horninou.

## Varianty
Aplogranity nebo granitaplity jsou světle zbarvené horniny se stejným složením jako žula, ale biotit je vzácný nebo chybí. Kromě nich existují také syenitové, dioritové a gabroaplity.
Mikroaplity jsou extrémně jemnozrnné výplně dutin a trhlin v syntektonických granitoidech. Při postupující deformaci již granitoidy nemohou zcela vykrystalizovat. Navíc se již vykrystalizovaná zrna štěpí nebo trhají a zbývající tavenina je v dutinách donucena k rychlé krystalizaci. Výsledná výplň trhlin a dutin se proto skládá z drobných plagioklasů (albit, oligoklas) a xenomorfních křemenných zrn, často s laločnatými a pilovitými okraji. Mikroaplitické výplně typicky nevedou k nízkoteplotním popraskaným mikroklinům.

## Využití
Vzhledem k jejich výskytu jako relativně tenkých výplní spár a trhlin v horninách, se s aplity obchoduje jen zřídka, protože se vyskytují pouze v omezeném množství.
Příklad:
- Grigio Argento: stříbrošedý aplit ze Sardinie.